# William Wegman
 (juin 2014).
Pour les articles homonymes, voir Wegman.
William Wegman, né le 2 décembre 1943 à Holyoke, dans le Massachusetts, aux États-Unis, est un photographe d'art, renommé pour ses clichés mettant en scène ses chiens, des braques de Weimar.

## Biographie
William Wegman est né en 1943 à Holyoke dans l'État du Massachusetts. Très tôt, il veut devenir peintre. Il se lance dans des études d’art, après le lycée. Il a obtenu un Bachelor of Fine Arts (équivalent du DNAP en France) de peinture à l'université de Boston en 1965 et un Master of Fine Arts à Champaign-Urbana, dans l’Illinois en 1967.

## Profession et tournant de carrière
De 1968 à 1969, il enseigne la peinture à l'université du Wisconsin. Déjà pendant cette période, il est attiré par la photographie. Il prend quelques clichés avec son Polaroid, et se passionne très vite. Sa femme, comme ils n'ont pas d'enfants, lui demande d'acheter un chien. Il lui promet d'en acheter un quand ils déménageront à Los Angeles l'année suivante, tout en espérant qu'elle oublie, car il n'a pas très envie d'un compagnon à quatre pattes, qui le gênerait dans son travail. Il continue son travail d'artiste, en exposant dans plusieurs endroits, mais sans acquérir une grande notoriété.
Puis, en automne 1970, le couple se déplace en Californie, où Wegman enseignera à l’Université Long Beach de Los Angeles. Évidemment, sa femme ne tarde pas à lui rappeler sa promesse. Ils commencent à chercher un chien à poil court, un dalmatien, que sa femme appréciait particulièrement. Mais ils ne trouvent rien. Ils tombent alors sur une petite annonce dans le journal : une vieille dame vend un chien de race Braque de Weimar, pour 35 $. En se rendant sur place, sa femme tombe littéralement « amoureuse » de l'animal. Mais Wegman est toujours réticent à l'idée d'avoir un chien. Il propose alors de lancer une pièce de monnaie : si elle tombe sur face, ils achètent le chien. Malheureusement pour lui, à cette époque, la pièce tombera cinq fois de suite sur le mauvais côté. En le ramenant chez eux, le chien se précipita dans la maison et s'assit. Il avait une posture très masculine, très humaine. Et juste à ce moment, le soleil tourna et un rai de lumière passa juste devant lui. C'est comme ça que Wegman décida de l'appeler « Man Ray », avec un petit hommage au peintre et photographe américain de l'époque, très en vogue.

### Début d'ascension
Au début des années soixante-dix, la scène artistique américaine est marquée par l'héritage du Pop Art et la pression de l'Art minimal. Wegman, en Californie, est à l'abri du dogmatisme et du pragmatisme qui sévissent à New York. Tout est possible. Il peut tout se permettre. Cependant, il traverse une période difficile, où ce qu'il fait ne lui plaît plus. Il hésite même à continuer sa démarche artistique. Jusqu'à ce qu'il réalise cette photo intitulée Cotto, représentant une main saisissant une tranche de salami. Dans un texte autobiographique plaisamment intitulé Eurêka, William Wegman explique qu'il doit son salut d'artiste à une tranche de salami. Il reprend goût au travail et tente, tant bien que mal, de percer dans le milieu.
À l'atelier, Wegman amène désormais Man Ray, le chien, pour avoir de la compagnie. Seulement, ce dernier est très joueur et il s'ennuie dans ce petit espace. C'est alors qu'à plusieurs reprises, le chien entre dans le cadre de l'appareil photo, alors que son maître travaille. C'est ainsi que Wegman et Man Ray ont commencé une longue collaboration, qui deviendra emblématique pour l'artiste et qui lui donnera son immense succès.
Néanmoins, les débuts sont relativement difficiles. Autant pour l'artiste qu'auprès du public. En effet, prendre des chiens en photo n'est pas facile. Dans une interview, Wegman assure que les chiens bougent souvent, qu'ils ne regardent pas vers l'objectif, et qu'il faut un temps conséquent pour arriver à produire une photographie convenable. Photographies qui n'obtiennent pas tout de suite les faveurs du public, car on les trouve un peu trop décalées, humoristiques mais sans plus.
Puis tout s'accélère, Wegman participe à quelques expositions et expose dans plusieurs galeries de New-York, Londres, Houston et même Düsseldorf. Le monde de l'art commence réellement à s'intéresser à lui. Man Ray meurt, mais Wegman achète un autre chien de la même race qu'il nomme Fay Ray. Il continue à produire des œuvres, et commence également à tourner quelques films, où il met en scène ses chiens.

## Analyse de l’œuvre
Le chien est donc le sujet central du travail de William Wegman. Abordé au départ comme un jeu sur les postures et les expressions anthropomorphes, c'est sur ce travail que s’inscrit et se métaphorise les systèmes comportementaux de l’homme. La plupart des clichés de Wegman ayant pour base une solide tranche d’humour et de provocation, d'ironie, ils séduisent d’abord pour interroger ensuite.
En substituant le chien à l’homme, il apparaît davantage comme un artiste conceptuel qui s’adapte, plutôt que celui qui se revendique. On dépasse l'image du simple « compagnon fidèle », le chien revêt ici les valeurs sociales et individuelles, entre conformisme et décalage. William Wegman reprend, renverse, flirte avec les codes et les mœurs de la société, sans pour autant avoir recours à une signification stricte à chaque photographie. Dans la plupart de ses clichés, Wegman laisse, au travers de photos épurées, ou très symbolistes, la liberté à chacun d'y voir ce qu'il a envie d'y voir, de retrouver, d'imaginer.
Wegman a beaucoup travaillé pour des livres pour enfants, des contes, des histoires fantastiques. Il publie Cinderella (Cendrillon) et Little Red Riding Hood (Le petit chaperon Rouge) en 1993, des ouvrages d'apprentissages comme 1,2,3 pour apprendre à compter, A,B,C pour apprendre à lire et Triangle, Square, Circle pour s'initier aux figures géométriques, tout en mettant en scène, à chaque fois, ses chiens. De nombreux autres livres destinés aux enfants suivront dans les années 2000.
Il a également travaillé sur le monde de la Mode, dans William Wegman : Fashion Photographs, en mettant ses chiens dans des postures artistiques et en les habillant avec des vêtements de couturiers célèbres.
Wegman a réalisé de nombreux courts-métrages, plus ou moins minimalistes ou décalés, toujours en mettant en scène Fay Ray ou ses successeurs : Batty, Chundo, Crooky, Chip, Candy ou Penny. Ses compositions canines lui ont valu une stature internationale et de très nombreuses expositions, du Whitney Museum au musée d'Art moderne à New York, en passant par le centre Georges-Pompidou. Il est aujourd'hui mondialement connu et continue à travailler et de produire en tant qu'artiste, toujours entouré de ses chiens, dont il ne pourrait plus se séparer.